# پاتواکان قوکاسیان
پاتواکان میکائلی قوکاسیان (ارمنی: Պատվական Միքայելի Ղուկասյան؛ زادهٔ ۲ اکتبر ۱۹۳۴ - درگذشته ۷ دسامبر ۱۹۸۸)، نثرنویس و پزشک اهل ارمنستان بود.

## زندگی‌نامه
وی در ۲ اکتبر ۱۹۳۴ در سیزاوت به دنیا آمد و در سال ۱۹۶۵ از دانشگاه دولتی شیراک فارغ‌التحصیل گشت و در بین سال‌های ۱۹۶۹ تا ۱۹۷۰ در دانشگاه علوم تربیتی مسکو تحصیل نمود.  وی از سال ۱۹۴۱ ساکن گیومری بود. وی از سال ۱۹۷۸ عضو اتحادیه نویسندگان اتحاد شوروی و همچنین عضو حزب کمونیست اتحاد شوروی بود. وی در ۷ دسامبر ۱۹۸۸ در سن ۵۴ سالگی در زمین‌لرزه ۱۹۸۸ ارمنستان در لنیناکان (گیومری کنونی) درگذشت.

## آثار
- خوش آمدی (ارمنی: Բարով ես եկել)، ایروان: هایاستان، ۱۹۷۵:
- اضطراب (ارمنی: Անհանգստություն)، ایروان: سُوتاکان گروغ، ۱۹۸۲:
- و مرد در افق ادغام نشد (ارمنی: Եվ մարդը հորիզոնին չձուլվեց)، ایروان: سُوتاکان گروغ، ۱۹۸۵:
- حافظه تماس (ارمنی: Կանչող հիշողություն)، ایروان: نائیری، ۱۹۹۱:
- نیمه‌راه (ارمنی: «Կիսատ ճանապարհ»)